# Литвинова, Лагшмира Фёдоровна
Лагшмира Фёдоровна Литвинова — советский и российский тренер по лёгкой атлетике. Заслуженный тренер Российской Федерации, почётный гражданин города Переславль-Залесский.

## Биография
Родилась до Великой Отечественной войны. Своё необычное имя, которое следует расшифровывать как «лагерь Шмидта в Арктике», получила от своего отца-коммуниста. Отец ― Фёдор Иванович, участник войны, в 1944 получил контузию и после этого был демобилизован. За годы войны из пятерых детей в семье в живых остались только Лагшмира и её старшая сестра Одвара. 
Поступила на учёбу в Академию физкультуры в Москве, которую окончила с отличием. Вернулась в Переславль-Залесский, где основа новую спортивную школу вместе с Владимиром Литвиновым, с которым вместе училась в Москве. Он вёл лыжную секцию, Мира Фёдоровна — секцию лёгкой атлетики. В 1959 году они поженились. 
Лагшмира Фёдоровна Литвинова начала работать тренером-преподавателем по лёгкой атлетике в ДЮСШ города Переславль-Залесский в 1958 году, начиная с момента открытия школы. Всего проработала в ней более полувека, и за это время подготовила множество выдающихся спортсменов: ёе подопечные неоднократно выступали в составе сборной команды Ярославской области на всероссийских соревнованиях и завоевали большое число наград. Семеро её воспитанников являются мастерами спорта по легкой атлетике, более десяти ― кандидатами в мастера спорта. 
Одной из самых известных спортсменок, которая тренировалась у Литвиновой была бегунья Анастасия Капачинская, мастер спорта международного класса, бронзовый призёр Чемпионата мира в эстафете 4×400 м 2001 года, серебряный призёр Чемпионата Европы в эстафете 4×400 м 2002 года и бронзовый призёр Чемпионата мира на дистанции 200 м и т.д. Среди прочих учеников Миры Фёдоровны — серебряный призёр чемпионата Советского Союза 1978 года Ирина Люцек, чемпион России по прыжкам в высоту Владимир Лабутин, чемпион России Анатолий Лоскутов, призёры всероссийских соревнований Юрий Елизаров и Ирина Савельева. 
Продолжает тренировать и по сей день.
В 2003 году Литвинова была удостоена звания «Заслуженный тренер России». На данный момент является единственным человеком в городе, кто обладает этим званием. За выдающиеся заслуги в области физкультуры и спорта в 2015 году ей было присвоено звание Почётного гражданина Переславля-Залесского.